# Sông Sittaung
Sông Sittaung (tiếng Myanmar: စစ်တောင်းမြစ်; cách viết cũ là Sittang hoặc Sittoung) là một con sông ở phía nam miền trung Myanmar, trong địa phận Vùng Bago. Dãy núi Pegu phân cách lưu vực của nó với lưu vực của sông Ayeyarwaddy. Sông này bắt nguồn ở rìa phía đông nam cao nguyên Shan của Mandalay, và chảy về phía nam đến Vịnh Martaban. Chiều dài của nó là 420 km và khối lượng bình quân đổ ra biển hàng năm là khoảng 50 km³.
Mặc dù nó chảy qua địa hình khá bằng phẳng, nhưng Sittaung phải chịu thủy triều lớn ở cửa sông, nên  dòng chảy của nó thường xuyên thay đổi. Sông này thường được sử dụng để vận chuyển gỗ bằng cách để thả nổi cho trôi về phía nam để xuất khẩu. Dòng chảy của con sông siết đến mức không thuận tiện cho vận tải ở miền đông Myanmar. Lưu vực của nó không phì nhiêu và thuận lợi cho nông nghiệp như sông Ayeyarwaddy do không có nhiều đất chảy từ dãy Himalaya xuống.